# Новые исследования в психологии
Новые исследования в психологии — ежеквартальный научный журнал в области психологии.
Журнал "Новые исследования в психологии" был основан в 1970 году. До 1974 года он выходил под названием "Новые исследования в психологии и возрастной физиологии". С 1974 года по 1988 год журнал выходил под названием "Новые исследования в психологии", затем вновь под первоначальным названием. Издание журнала "Новые исследования в психологии" возобновлено в 2008 году Психологическим институтом Российской академии образования.
Цель этого издания - наиболее быстрая информация специалистов и практических работников о новых достижениях науки для их использования в других научных исследованиях, на производстве и в общественной жизни.

## Главный редактор
Лурия Александр Романович (с 1970 по 1978 год);
Давыдов Василий Васильевич (с 1978 по 1990 год);
Петровский Артур Владимирович (с 1990 по 1992 год);
Малых Сергей Борисович (с 2008 года)

## Редакционная коллегия
Богоявленская Д.Б., Граник Г.Г., Дубровина И.В., Рубцов В.В., Панов В.И.